# Port lotniczy Ayacucho-Coronel FAP Alfredo Mendivil Duarte
Port lotniczy Ayacucho-Coronel FAP Alfredo Mendivil Duarte – krajowy port lotniczy zlokalizowany w peruwiańskiej miejscowości Ayacucho.